# Museo de la Electricidad de Lisboa
El Museo de la Electricidad (o Museu da Electricidade en portugués) es un centro de cultura donde se combina la monumentalidad del edificio, un museo de Ciencia viva, un museo de Arqueología Industrial, y un espacio dedicado a la realización de exposiciones temporales y otros eventos.
Está situado en una de las zonas más monumentales de Lisboa, el Barrio de Belém, cerca del Monasterio de los Jerónimos, la Torre de Belém, el Monumento a los Descubrimientos, el Centro Cultural de Belém o el Museo de los Carruajes, en el interior de un edificio protegido llamado Central Tejo, la antigua central termoeléctrica que iluminó la ciudad.
Su abertura como museo se produjo en 1990, si bien en 2006 reabrió sus puertas tras una gran restauración y un cambio en el discurso museológico. Hoy, por su aspecto cultural y multidisclipinar, el visitante puede observar una gran cantidad de eventos; desde la exposición permanente, donde se conserva la mayor parte de la maquinaria original de la antigua Central Tejo, hasta exposiciones temporales de gran diversidad: fotografía, ciencia, pintura…, pasando por una sala de diversión con juegos, muestras de energía solar en el exterior, teatro, conciertos, etc.
Un museo que no dejará indiferente al visitante y apto para todos los públicos, desde los niños y mayores, estudiantes, universitarios hasta profesores especializados en física.
El museo de la Electricidad es propiedad de la Fundación EDP, que pertenece a la empresa EDP (Energías de Portugal).

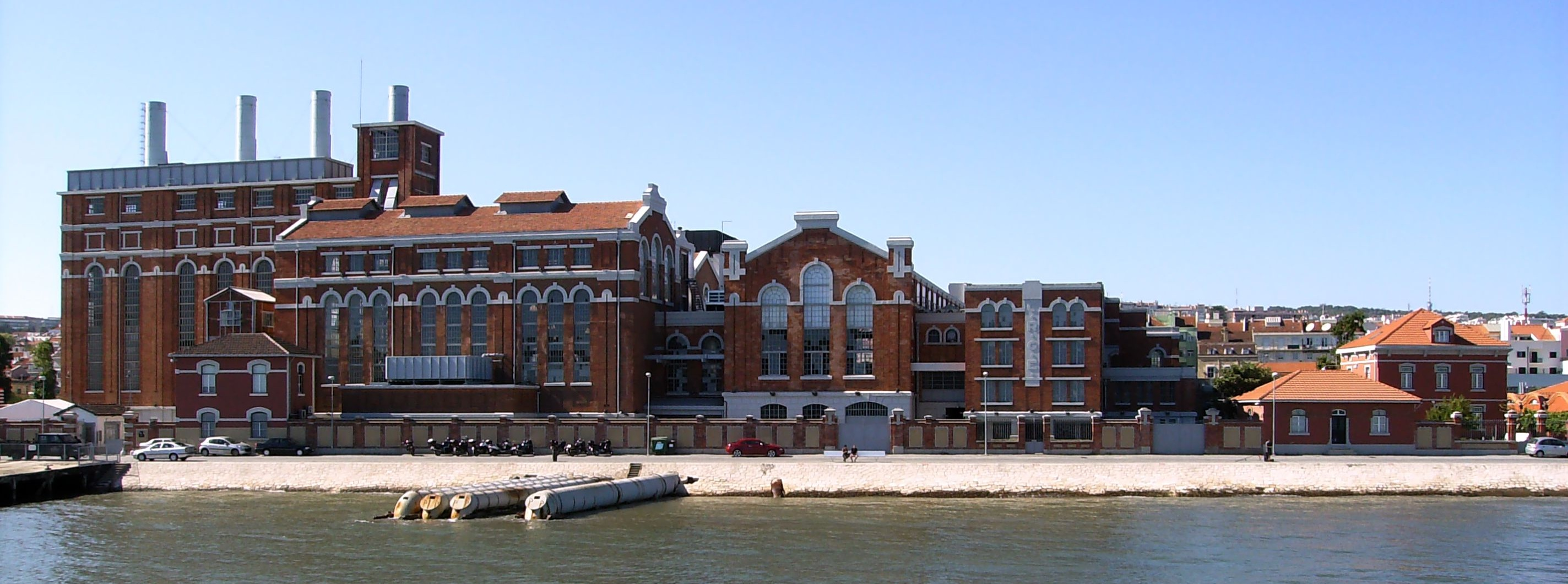
Central Tejo, actual Museu da Electricidade: vista desde el río Tajo

En 2016, junto al museo abrió el Museu de Arte, Arquitetura e Tecnologia.

## Arquitectura

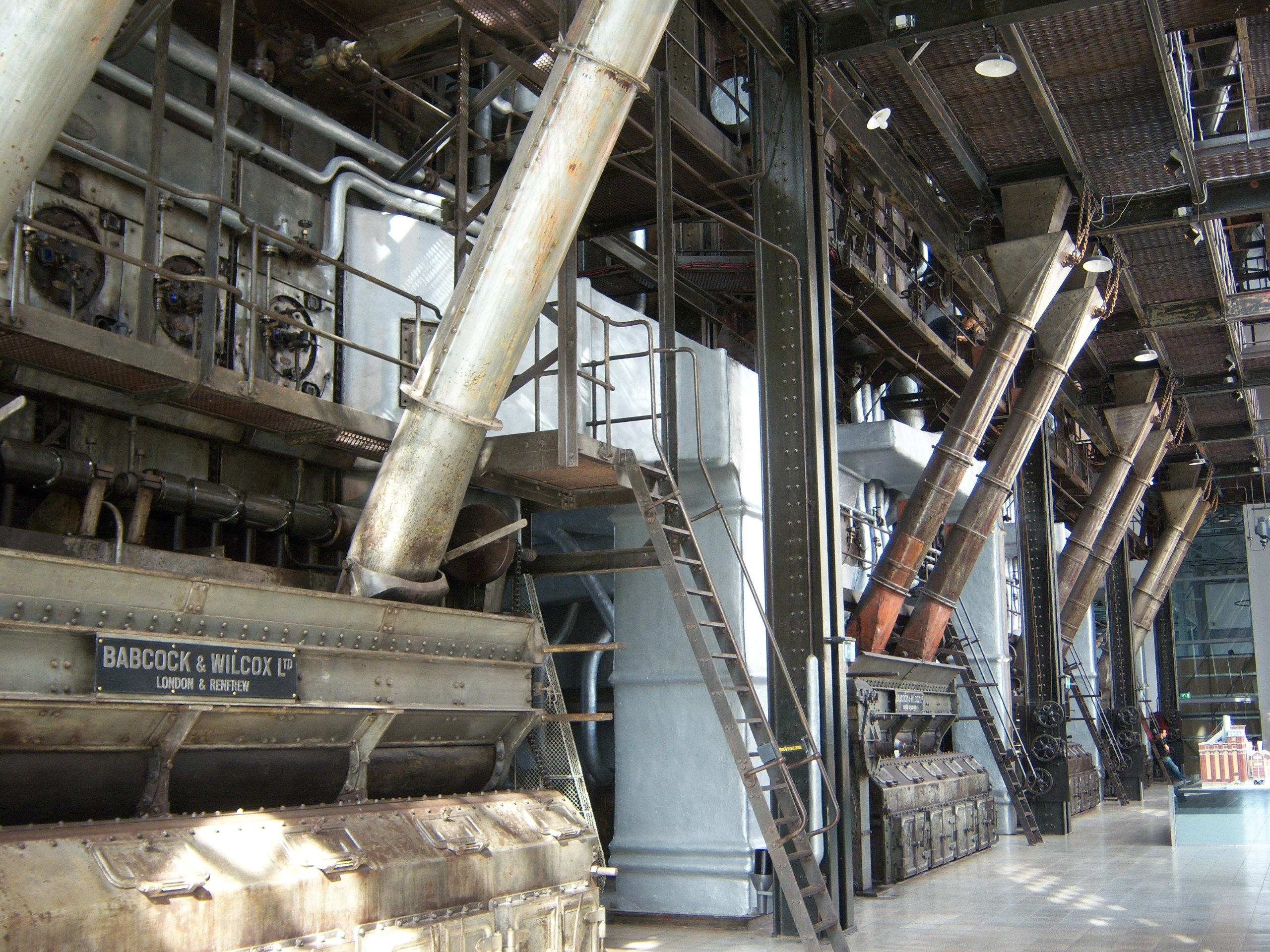
Sala de las Calderas

El conjunto de la Central Tejo es una antigua central termoeléctrica que abasteció de electricidad a Lisboa y la región. Se trata de un edificio único en el panorama arquitectónico de Lisboa y uno de los más bellos ejemplos de arquitectura industrial de la primera mitad de siglo XX en Portugal; por esa razón, en 1986, hubo un decreto gubernamental para su declaración como bien protegido.
La Central Tejo fue construida entre 1908 y 1951 teniendo diversas fases de ampliación y transformación. Su estructura está realizada en arquitectura del hierro con revestimiento de ladrillos macizos, los cuales configuran y decoran las fachadas en estilos artísticos que abrazan desde el modernismo, en sus cuerpos más antiguos (edificios de baja presión), hasta el clasicismo en los más contemporáneos (edificio de alta presión). Con la adquisición de varios terrenos y edificios adyacentes a la propia central, hoy en día es un gran conjunto industrial con fines culturales de diversa índole a orillas del río Tajo.
Debido a su estado de conservación, entre 2001 y 2005, el museo fue restaurado para consolidar su estructura, limpiar sus fachadas e interiores, y cambiar el discurso discurso museológico a como hoy es visible.

## Visita virtual
Todo empieza en la denominada Plaza del Carbón, centro neurálgico del museo, lugar de acogida de visitantes y espacio de exposiciones y eventos. Antaño, era el lugar donde, desde el río, se descargaban manualmente grandes toneladas de carbón para el suministro de las calderas. En la misma plaza se pueden contemplar grandes silos y sinfines que mezclaban y conducían el carbón hasta la parte superior del edificio de calderas de Alta Presión.
La entrada al conjunto industrial se realiza por la Sala de Exposiciones el antiguo Edificio de Calderas de Baja Presión; actualmente un espacio diáfano donde se desarrollan exposiciones temporales y donde, todavía hoy, se pueden observar conductos de expansión del vapor y los silos de carbón para las antiguas calderas desaparecidas.

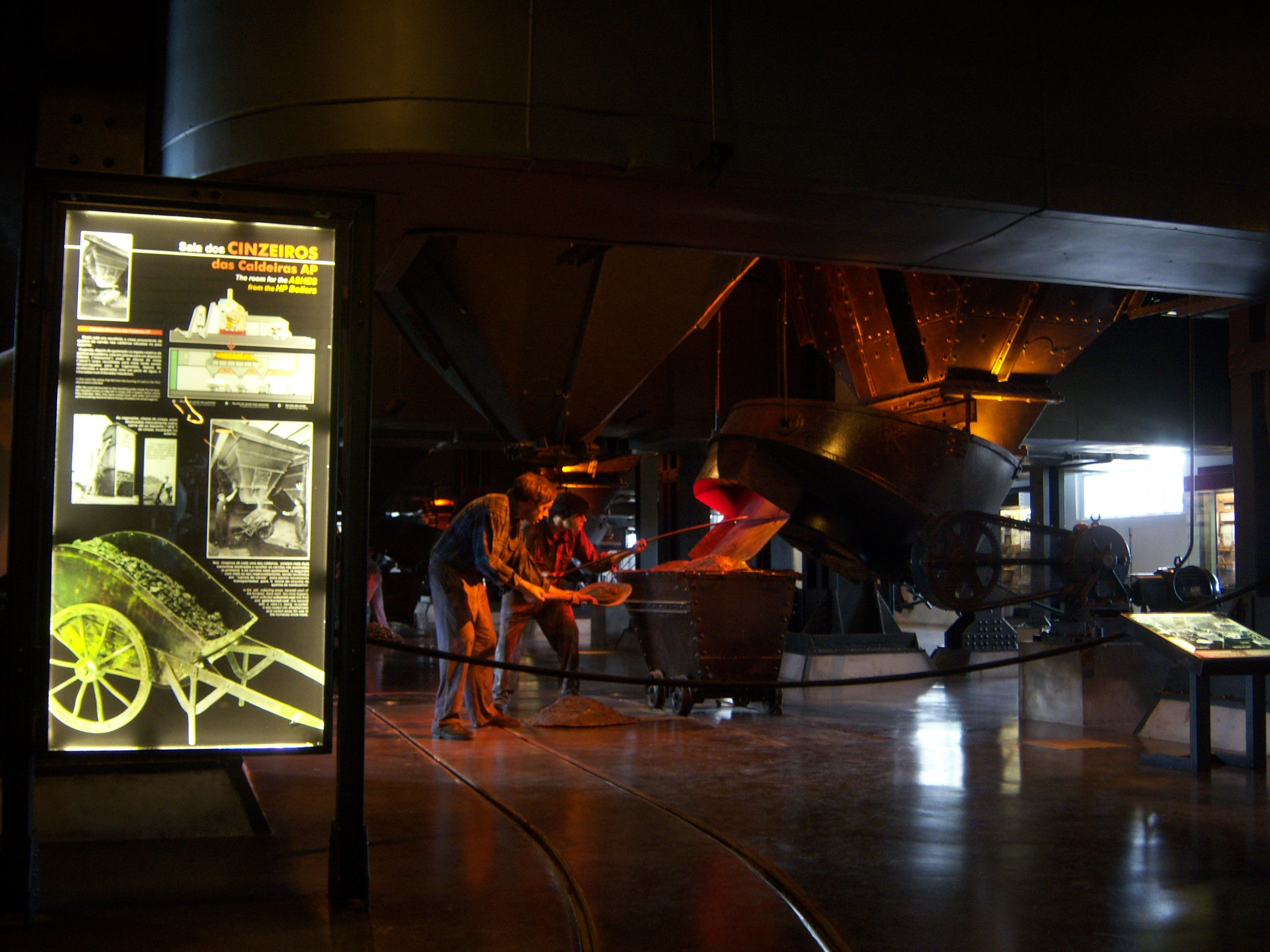
Vista de la Sala de los Cinzeiros de las calderas de alta presión

Desde aquí, se accede a la Sala de las Calderas el antiguo Edificio de Calderas de Alta Presión; un gran espacio donde se encuentran las cuatro grandes calderas cercanas a los treinta metros de altitud, las mesas de control de éstas, los circuitos de aire y combustible, ventiladores, etc.
Destaca la caldera número 15, la cual fue musealizada, y donde se puede acceder hacia el interior para descubrir su estructura interna (cinta transportadora de carbón, paredes Bailey, quemadores de nafta, tubos de calentamiento, etc.). Además de las calderas, en este gran espacio se muestra la historia constructiva de la central y un primer acercamiento hacia las condiciones laborales de los trabajadores.
Bajo de las calderas, en el piso inferior, se encuentra la Sala de los Cinzeiros (ceniceros), es decir, la zona donde se recogían las cenizas de carbón, quemadas y no quemadas. El recorrido se detiene para hablar de las condiciones laborales de los trabajadores aquí situados, las más duras por el calor existente y la respiración de cenizas de carbón. Además, también se muestran los trabajos de los talleres de forja, carpintería o el transporte, calidad y origen del carbón.
Siguiendo con la visita, tras los cinzeiros se accede a la Sala de Experimentar, la cual está dividida en tres secciones, una dedicada a las energías (tanto renovables como fósiles), otra a la evolución de la electricidad a través de los inventores más destacados y sus inventos, y, una tercera zona con juegos para experimentar. Se trata de un espacio de diversión y aprendizaje, mostrado al final de la visita guiada para que, así, pequeños y grandes puedan sacar toda su energía y conocimientos adquiridos a través del juego.

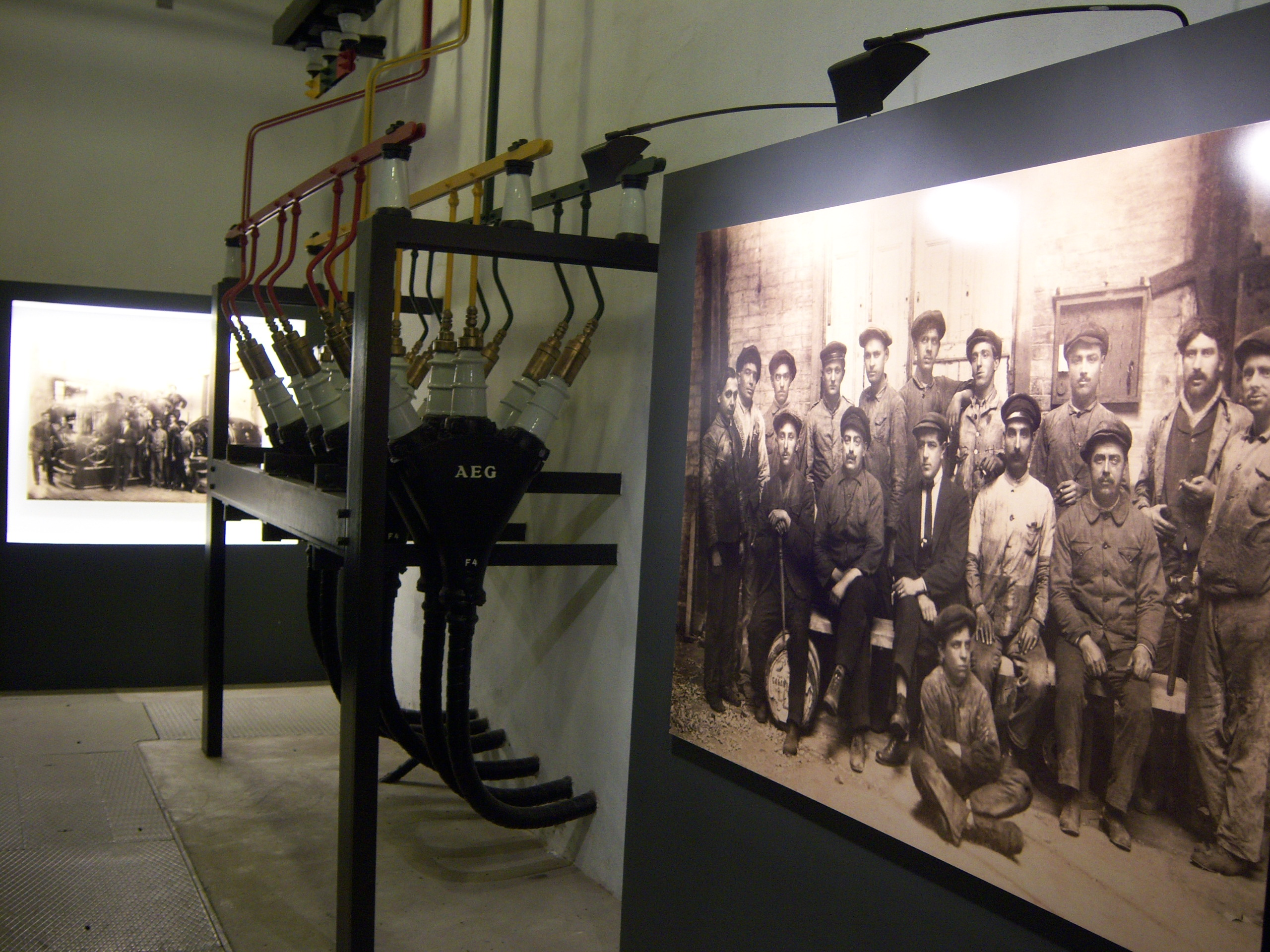
Sala de los Condensadores. Detalle de los disyuntores y la exposición: Rostros da Central Tejo

Saliendo de la "experimentación" se encuentra la Sala de Aguas. En este espacio y en el siguiente, la Sala de Máquinas, el discurso museográfico vuelve a ser igual al de las calderas. Aquí, la gran cantidad de tubos que discurren entre las máquinas, por la pared o el techo, son de colores; y cada color tiene su correspondencia al tipo de fluido que discurría por allí: vapor seco, vapor húmedo, agua, etc.
En esta Sala de Aguas se muestra el proceso de tratamiento del agua para ser usada, posteriormente, en las calderas. Por tanto, las máquinas de su interior corresponden a este fin y son electrobombas, depuradoras, filtros o destiladoras de los años 1940.
Justo al lado de las Aguas, se encuentra la Sala de los Condensadores que, como su nombre indica, se transformaba el vapor ya utilizado nuevamente en agua. Aquí se encuentran los condensadores, y refrigeradores de vapor y los tubos de drenaje conducidos desde el río Tajo para abastecer las máquinas de agua fría. Además, en la parte posterior de la sala, se encuentran los disyuntores de los grupos generadores y, junto a ellos, la exposición permanente llamada Rostros de la Central Tejo, un homenaje a los trabajadores de la central a través de fotografías y audiovisuales que muestran su actividad y condiciones laborales.
En el piso superior a los condensadores se sitúa la Sala de los Generadores, el espacio donde se exponen dos de los cinco turboalternadores de los que disponía la central. Uno de ellos fue musealizado abriendo su estructura para mostrar su funcionamiento interno, es decir, para descubrir la generación de la energía eléctrica.
Finalmente, en un pequeño altillo, está la Sala de Comandos; el lugar donde se controlaba el uso y producción de los generadores así como la subestación y distribución de electricidad hacia la red eléctrica alimentada por la central. Hoy, es otra zona de experimentar donde los guías muestran la historia de la electricidad a través de ejemplos prácticos y cotidianos, como una pila realizada con limones, el funcionamiento de las energías renovables, o la simplificación del proceso productivo de la propia central, con una botella de butano y una olla a presión.

## Colección
La colección del Museu da Electricidade no se resume solamente a la parte expositiva y visible del museo sino que, además, cuenta con un gran depósito. La prioridad se ha basado en la recuperación de los elementos expositivos, a través de su restauración y conservación, y en la adquisición, preservación e inventariado de nuevas piezas, mediante la localización en instalaciones de todo el país y donaciones de particulares.
Así, en estos momentos la colección del museo cuenta con una gran cantidad de bienes muebles expuestos, como calderas, turboalternadores o condensadores de las décadas de 1940 y 1950, y de bienes en depósito, como piezas y equipamientos que abrazan desde finales de siglo XIX hasta la actualidad. Cabe destacar la colección de electrodomésticos, máquinas eléctricas, moldes de iluminación pública en madera y hierro, equipamientos de laboratorio, elementos lumínicos cotidianos, válvulas, maquetas, etc.

## Centro de Documentación
El Centro de Documentación del Museu da Electricidade tiene como finalidad el ser un centro especializado en el estudio y conocimiento de la energía y, especialmente, de la electricidad.
Sus fondos abarcan cerca de 60.000 tomos de documentos en diversos formatos (documentos, plantas, libros, vídeos, etc.), que abrazan desde 1848 hasta nuestros días. Más de 90.000 fotografías y 15.000 libros aproximadamente, la mayoría especializados en electricidad (en todos sus aspectos: técnicos, constructivos, económicos, históricos o sociales), pero también existiendo volúmenes monográficos sobre patrimonio y arqueología industrial, museología, temas de cultura general, enciclopedias o publicaciones periódicas.
Además, el centro tiene una política de identificación e incorporación de documentos, los cuales todos pueden ser consultados en internet o en el propio centro, así como la difusión y publicación de monografías sobre la historia de la electricidad en Portugal.

## Actividades

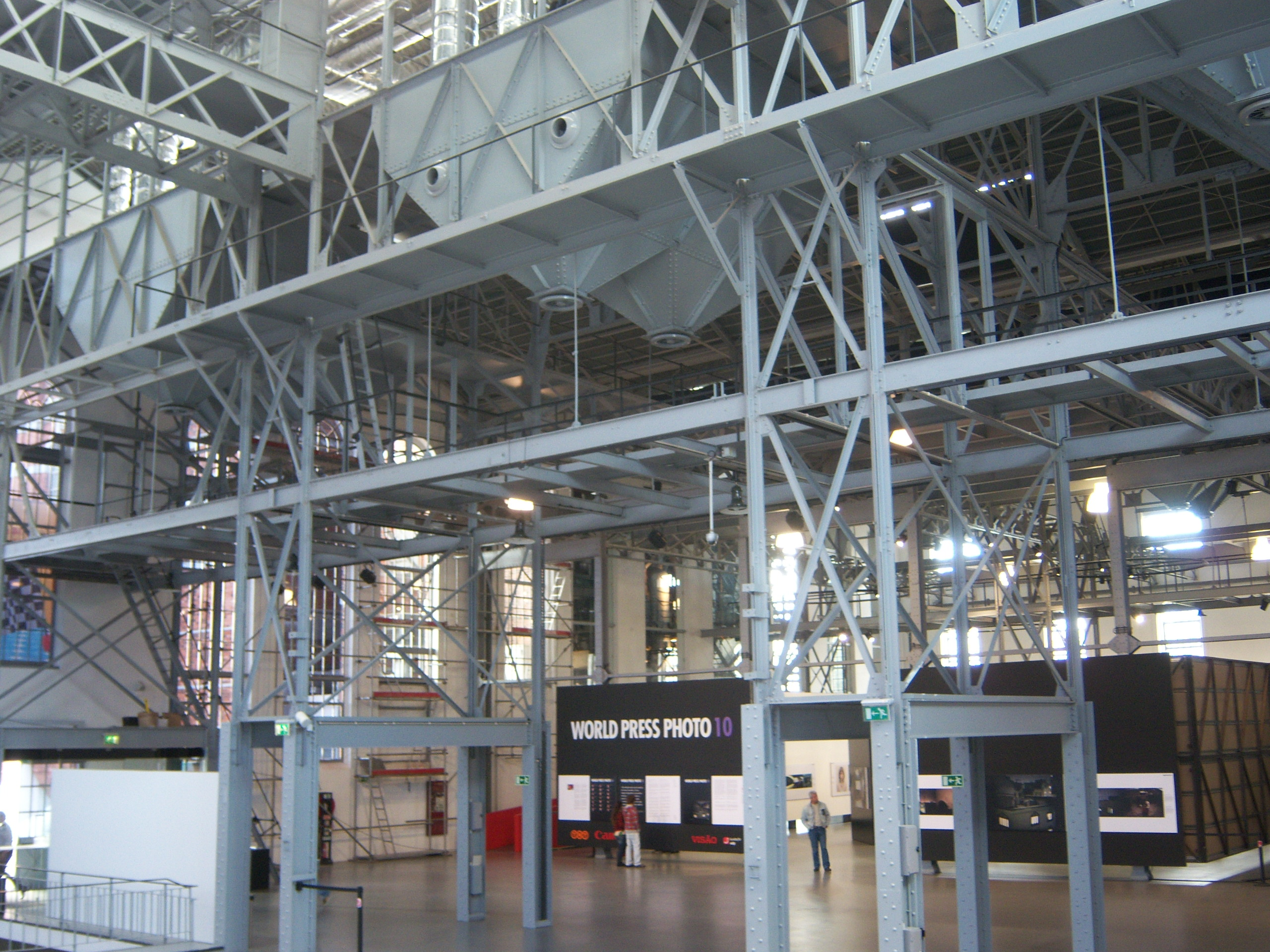
Sala de exposiciones temporales en el edificio de calderas de baja presión

A lo largo del año se realizan una gran cantidad de actividades dentro del Museu da Electricidade, tanto en el interior como en el exterior, tales como exposiciones temporales, el Mes de Ciencia, conciertos, conferencias, etc.
En este sentido, la plaza del carbón no se manifiesta sólo en dar la bienvenida a los visitantes del museo sino que, realmente, se convierte en una sala a cielo abierto donde se desarrollan toda clase de eventos de unas diversidades apasionantes.

### Mes de la ciencia
Durante el mes de mayo en la plaza del carbón se realiza el Mes de la Ciencia, unas jornadas que integran varias actividades. Aunque la mayoría de ellas ya se realizaban anteriormente, su primera edición como jornadas anuales fue 2009. Los eventos dentro del Mês de Ciência son: las Olimpíadas de Física, la Muestra Nacional de la Ciencia (Mostra da Ciência), la Fiesta de los Niños (Festa da Criança), el Festival Solar y el Rali Solar. Exceptuando las Olimpiadas de Física, todas las actividades han sido promovidas por el Museo de la Electricidad.

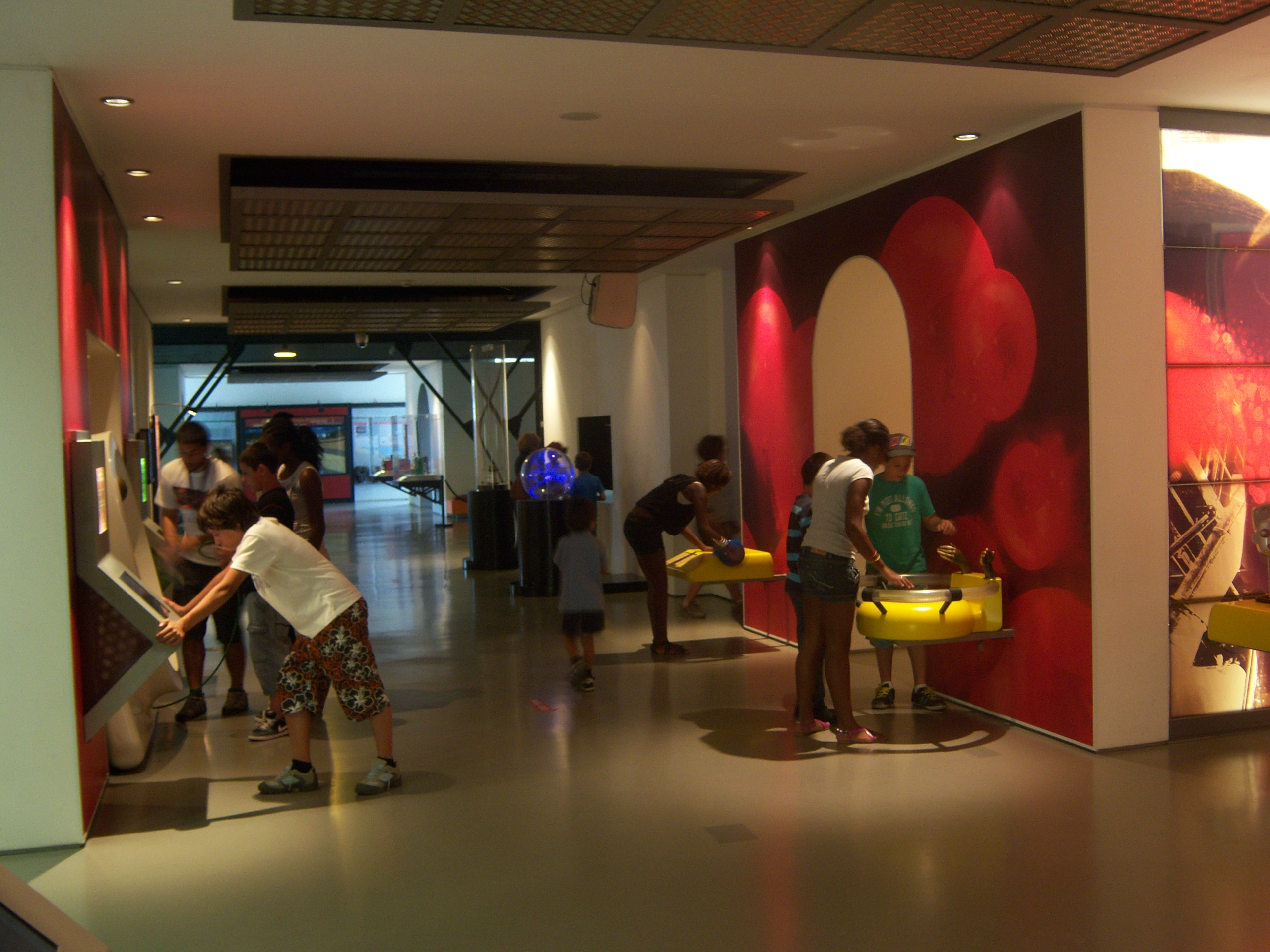
Sala de Experimentar, un espacio de juegos y diversión